# Serge Peretti
Pour les articles homonymes, voir Peretti.
Serge Peretti, né Sergio Peretti le 28 janvier 1905 à Venise et mort le 20 août 1997 à Chatou, est un danseur français d'origine italienne.

## Biographie

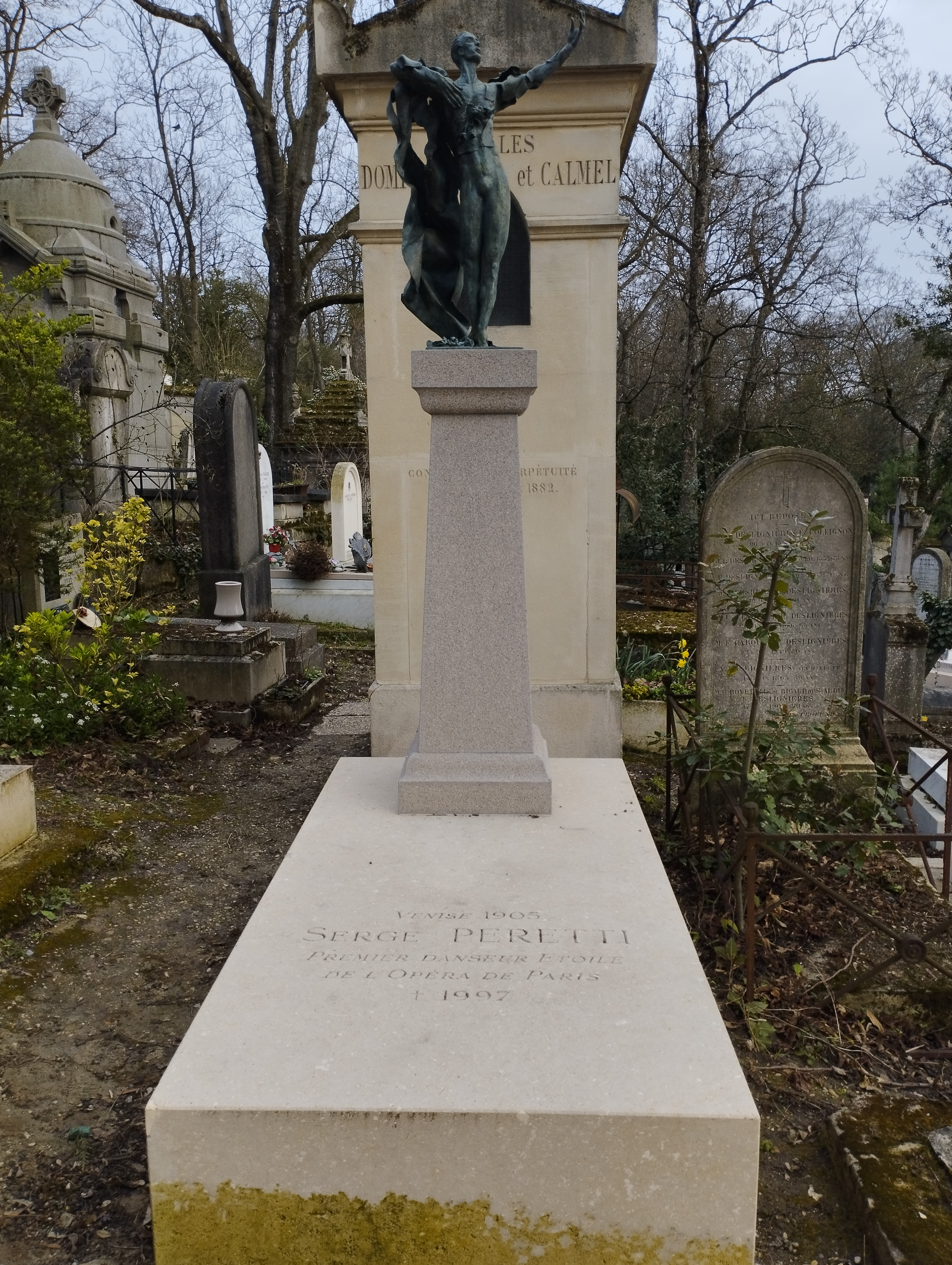
Tombe de Serge Peretti au cimetière du Père-Lachaise (division 10).

Formé à l'école de l'Opéra de Paris, il entre dans le Ballet en 1920. Premier danseur en 1930, il est le premier homme à recevoir le titre d'étoile en 1941.
Il quitte l'Opéra en 1946 pour se consacrer à l'enseignement de la danse. De 1962 à 1970, il revient à l'Opéra comme professeur de la classe des étoiles.
Considéré comme le plus grand danseur de son époque, il s'impose par son élégance et la pureté de sa technique. Il crée de nombreux rôles pour Michel Fokine, Léo Staats, Bronislava Nijinska, Lycette Darsonval et surtout Serge Lifar. En 1945 il chorégraphie l'Appel de la montagne d'Arthur Honegger.
Deux mois avant sa mort, le réalisateur Dominique Delouche lui consacre un film intitulé Serge Peretti, le dernier Italien.
Il meurt à Chatou le 20 août 1997, à l'âge de 92 ans. Il repose au cimetière du Père-Lachaise (10e division). La statue par Damien Hermellin ornant sa tombe fut volée en 2009, et remplacée en 2015 par un modèle légèrement différent.

## Œuvres
- 1967 : Les Bouquinistes d'Antoine Tudal, mise en scène Claude Confortès, Théâtre Hébertot

## Note
1. ↑  Relevés des fichiers de l'Insee